# Von Westenholz
Von Westenholz is een familie van wie leden vanaf 1866 tot de Oostenrijkse adel behoren.

## Geschiedenis
Bij besluit van 29 mei 1866 werd Friedrich Westenholz (1825-1898), consul-generaal, verheven tot Oostenrijks ridder. Op 30 augustus 1869 werd hij verheven tot Oostenrijks Freiherr (voor hem en al zijn nakomelingen). Afstammelingen leven in verschillende landen van Europa, maar tegenwoordig vooral in Groot-Brittannië en een telg deels in Nederland.

## Telgen
Karl Friedrich Ludwig Freiherr von Westenholz (1825-1898), keizerlijk en koninklijk consul-generaal te Hamburg
- Karl Friedrich Freiherr von Westenholz (1853-1908), bankier
- Friedrich Paul Freiherr von Westenholz (1859-1919), hoogleraar aan de Technische Hogeschool te Stuttgart
  - Paul Eberhard Freiherr von Westenholz (1884-1933), bankier
    - Heinz (Henry) Friedrich Eberhard Freiherr von Westenholz (1916-1984), landeigenaar
      - Frederick Patrick Piers Freiherr von Westenholz (1943), interieurarchitect, antiekhandelaar, Olympisch skiër (winterspelen 1964), vriend van prins Charles; trouwde in 1964 met Arabella Hoffmann Edle von Hofmannsthal (1942); trouwde in 1979 met Jane Leveson (1953)
        - Victoria Freiin von Westenholz (1986), medewerkster bij Christie's (Londen), genoemd als mogelijke echtgenote van prins Harry[1]

      - Charles Patrick Paul Freiherr von Westenholz (1945-2006), bankier; trouwde in 1971 met Lady Mary Kerr (1944), dochter van Peter Kerr, 12e markies van Lothian

    - Albert Friedrich Paul Freiherr (Nederlands: baron) von Westenholz (1921-2011), koopman; trouwde in 1951 met Elisabeth Henriette van Hasselt (1927-2014), lid van de familie Van Hasselt; zij hertrouwde in 1960 met de voordrachtskunstenaar Albert Vogel jr. (1924-1982)
      - dr. Caroline Anne Freiin de Westenholz (1954), kunsthistorica en publiciste, en vooral bekend in Nederland als oprichter van het Louis Couperus Museum